# Alley: The Return of the Ying Yang Twins
Alley: The Return of the Ying Yang Twins är det andra studioalbumet av rapduon Ying Yang Twins. Det släpptes 26 mars 2002.

## Låtlista
1. "Playahatian"
2. "I'm Tried"
3. "Alley"
4. "Say I Yi Yi"
5. "Sound Off"
6. "Huff Puff"
7. "By Myself"
8. "Drop Like This 2001"
9. "ATL Eternally"
10. "Hunchin'"
11. "Tongue Bath"
12. "Twurkulator"
13. "Credits"
14. "Crank It Up" [*]
15. "Say I Yi Yi" [*]
16. "Hell Raisers" [*]